# Jonathan Cope (4e baronnet)
Pour les articles homonymes, voir Jonathan Cope et Cope.
Jonathan Cope, 4e baronnet (c. 1758 - 30 décembre 1821) est un aristocrate britannique. 

## Biographie
Il est le deuxième fils de Jonathan Cope, le fils aîné de Jonathan Cope (1er baronnet). Sa mère est la deuxième épouse de son père, Jane, la veuve du capitaine Shaw Cathcart et fille du lieutenant-général Francis Leighton. En décembre 1781, il devient baronnet à la mort, au collège d'Eton de son neveu Charles, âgé de onze ans, fils de son demi-frère aîné, Charles.
Il est un cornette dans le 21e Light Dragoons en 1782.
Il épouse en avril 1778, Annabella Candler, fille de William Candler de Callan Castle, comté de Kilkenny, et Acomb, North Yorkshire, autrefois capitaine du 10e régiment d'infanterie, de Mary Vavasour, fille de William Vavasour de Weston Hall, Yorkshire. Leurs trois fils sont tous morts avant eux : 
1. Jonathan est né dans le Dorset et est inscrit à la Christ Church d'Oxford le 24 octobre 1798, à l'âge de 18 ans. Il obtient un baccalauréat ès arts en 1802, devient prêtre et recteur de Wraxall et de Woodborough, dans le Wiltshire, et vicaire de Langridge, à Somerset. Il meurt célibataire à l'âge de 34 ans le 10 mars 1814 à Reading, dans le Berkshire.
2. Charles meurt célibataire à bord du HMS Hannibal à Port Royal le 30 septembre 1795.
3. Henry Thomas est tué à Srirangapatna en 1792.

Son épouse décède le 30 août 1819 et est enterrée à Great Malvern. Il meurt le 30 décembre 1821 à l'âge de 63 ans et est inhumé dans l'église de l'abbaye. Le titre de baronnet disparait et son domaine de Moreton Pinkney, dans le Northamptonshire, passe au neveu de sa femme, Edward Candler.